# Махіпала I
Махіпала I (*महिपाल, невідомо —1038) — магараджахіраджа Маґадгі у 988–1038 роках, відродив велич імперії Пала.

## Життєпис
Походив з династії Пала. Про батьків його немає відомостей. Отримав трон після смерті свого батька Віграхапали II. На цей час більша частина імперії була втрачена, окрім того династія Кандра з півдня захопила частини дідичиних володінь у Маґадгі. Саме поверненням цих земель займався Махіпала більшу частину свого правління. У 988—990 роках він зумів відбити атаки Калачура й повернути собі землі на території сучасного штату Біхар. Згодом завдав поразки й державі Кандра. Проте відновити імперію Пала у кордонах часів Девапали не вдалося.
У 1020 році проти Махіпали I виступили війська держави Чола. Зрештою у 1024 році він зазнав поразки, змушений був визнати гегемонію Чоли, віддати значні кошти й дозволити ворожим військам взяти води зі священної ріки Ганг. Разом з тим Махіпала не втратив жодного клаптика землі. Після цього як військо Чоли повернулося на південь, він відновив свою владу у Маґадгі. Потім Махіпала I не намагався проводити активну зовнішню політику, зосередивши увагу на зміцнені держави зсередини.
Махіпала приділяв велику увагу розбудові міст, спорудженню великих резервуарів з водою на випадок посухи, сприяв розвитку буддизму, зокрема Наланди та Вікрамашіли, багато зробив для поліпшення економічного стану своєї держави. У 1038 році після смерті Махіпали I влада перейшла до його сина Наяпала.